# دايفيد وليامز
دايفيد وليامز (بالإنجليزية: David Williams)‏ (و. 1792 – 1850 م) هو كاتب، وجيولوجي، من المملكة المتحدة لبريطانيا العظمى وإيرلندا، توفي عن عمر يناهز 58 عاماً.

## التعليم
تعلم في كلية يسوع (أكسفورد).